# Thelxinoé (Muse)
Pour les articles homonymes, voir Thelxinoé.
Dans la mythologie grecque, Thelxinoé (du grec ancien Θελξινόη / Thelxinóê) est une des quatre Muses originelles : fille de Zeus et Plousia, elle est sœur d'Aédé, Arché et Mélété.
Elle a donné son nom à Thelxinoé, une lune de Jupiter.